# Human Touch
Human Touch er det niende studiealbum af Bruce Springsteen, udgivet i 1992 af Columbia Records. Albummet blev også udgivet samme dag, som hans tiende album, Lucky Town. Human Touch var dog det mest populære af de to, og toppede som nummer #2 på Billboard 200 listen.

## Trackliste
Alle sange er skrevet af Bruce Springsteen, undtagen de noterede.
| #   | Titel                          | Sangskriver(e)                    | Længde |
| --- | ------------------------------ | --------------------------------- | ------ |
| 1.  | "Human Touch"                  |                                   | 6:31   |
| 2.  | "Soul Driver"                  |                                   | 4:39   |
| 3.  | "57 Channels (And Nothin' On)" |                                   | 2:22   |
| 4.  | "Cross My Heart"               | Springsteen, Sonny Boy Williamson | 3:51   |
| 5.  | "Gloria's Eyes"                |                                   | 3:46   |
| 6.  | "With Every Wish"              |                                   | 4:39   |
| 7.  | "Roll of the Dice"             | Springsteen, Roy Bittan           | 4:17   |
| 8.  | "Real World"                   | Springsteen, Roy Bittan           | 5:26   |
| 9.  | "All or Nothin' at All"        |                                   | 3:23   |
| 10. | "Man's Job"                    |                                   | 4:37   |
| 11. | "I Wish I Were Blind"          |                                   | 4:48   |
| 12. | "The Long Goodbye"             |                                   | 3:30   |
| 13. | "Real Man"                     |                                   | 4:33   |
| 14. | "Pony Boy (Traditional)"       |                                   | 2:14   |

## Medvirkende
- Bruce Springsteen – guitar og forsanger, bass på "57 Channels (And Nothin' On)"
- Randy Jackson – bass
- Jeff Porcaro – trommer/percussion
- Roy Bittan – keyboards
- Patti Scialfa – harmony vokal på "Human Touch" og "Pony Boy"
- Michael Fisher – percussion på "Soul Driver"
- Bobby Hatfield – harmony vokal på "I Wish I Were Blind"
- Bobby King – støttevokal på "Roll of the Dice" og "Man's Job"
- Sam Moore – støttevokal på "Soul Driver", "Roll of the Dice", "Real World" og "Man's Job"
- Tim Pierce – guitar på "Soul Driver" og "Roll of the Dice"
- David Sancious – harmony orgel på "Soul Driver" og "Real Man"